# 鶯塚古墳
鶯塚古墳（うぐいすづかこふん）は、奈良県奈良市春日野町にある古墳。形状は前方後円墳。国の史跡に指定されている。

## 概要
奈良県北部、奈良市北東郊の若草山（標高342メートル）山頂に築造された大型前方後円墳である。「鶯塚」の古墳名は、清少納言の『枕草子』における「うぐひすのみささぎ」を本古墳に比定する伝承に由来する。これまでに測量調査が実施されているが、発掘調査は実施されていない。
墳形は前方後円形で、前方部を南南西方向に向け、墳丘の側面を平野側に向ける。墳丘は後円部で3段築成、前方部で2段築成と見られる。墳丘外表では全面に砕石による厚い葺石が認められるほか、円筒埴輪列・形象埴輪（家形・舟形・蓋形埴輪）が検出されている。また前方部前面には出島状施設が認められる。埋葬施設は明らかでないが、墳丘上では副葬品と見られる小型内行花文鏡・滑石製斧形石製品が出土している。付近の前方部前方には小方墳1基・小円墳2基が残るが、これらは陪塚の可能性が指摘される。築造時期は古墳時代前期後半頃と推定される。
古墳域は、1936年（昭和11年）に国の史跡に指定されている。

## 遺跡歴
- 江戸時代初期の「東大寺寺中寺外惣絵図」に「牛墓」として記載[1]。
- 享保18年（1733年）、東大寺僧の康訓が墳丘上に鶯陵碑を建立[1]。
- 1936年（昭和11年）9月3日、国の史跡に指定[5]。
- 1953年（昭和28年）、前方部南西隅で小型内行花文鏡の発見[1]。
- 2020年度（令和2年度）、3次元測量調査（柴原聡一郎・村瀬陸ら、2023年に報告）[3]。

## 墳丘

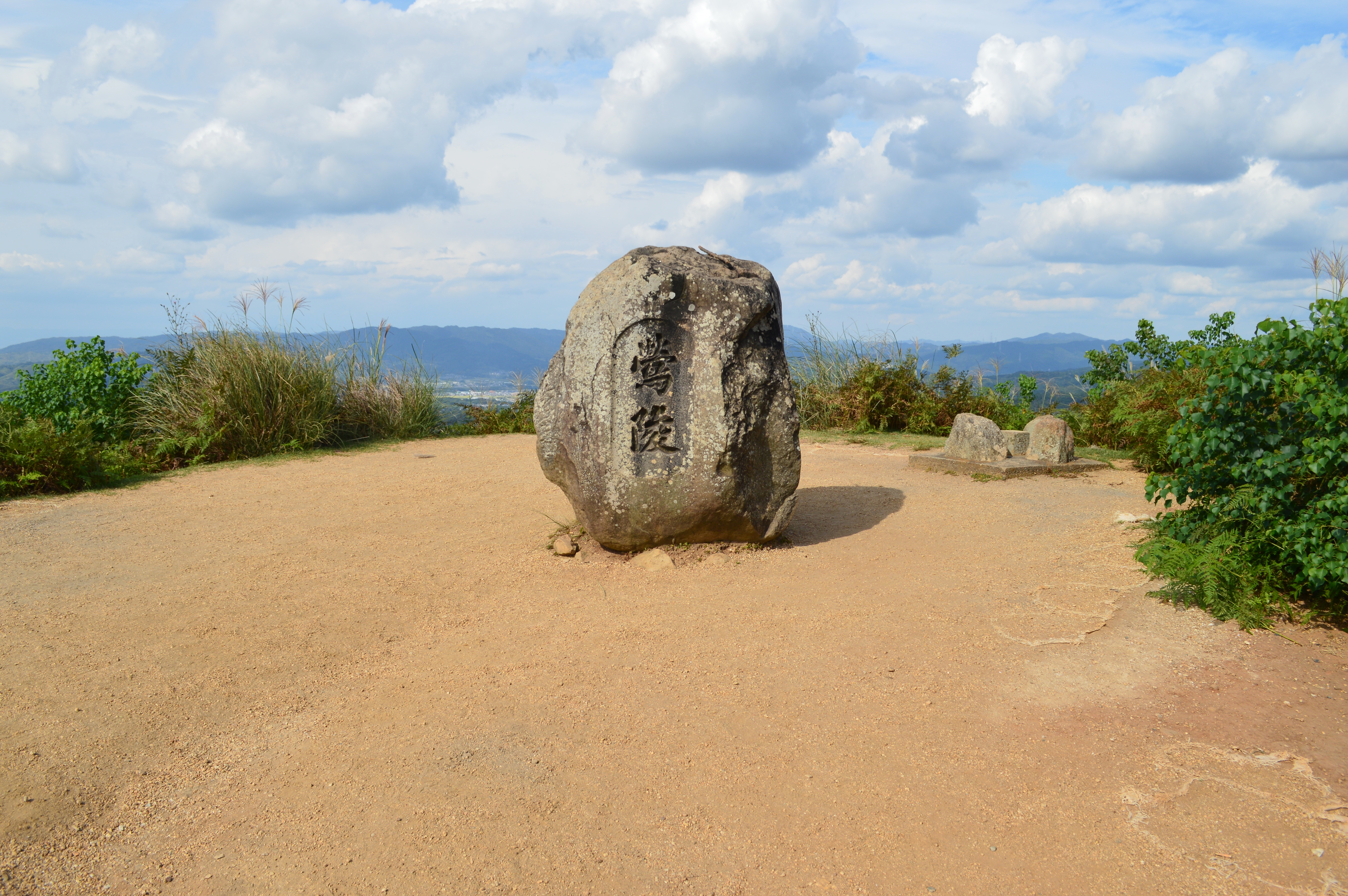
後円部墳頂（中央に鶯陵碑）

墳丘の規模は次の通り。
- 墳丘長：107メートル - 文献によっては103メートル[6][1][4]。
- 後円部 - 3段築成。
  - 直径：66メートル
  - 高さ：9メートル
- 前方部 - 2段築成。
  - 幅：72メートル
  - 高さ：8メートル

後円部墳頂には江戸時代の享保18年（1733年）に石碑が建立されており、正面には「鶯塚」、裏面には「享保十八歳次癸丑九月艮辰東大寺大勧進上人康訓建　延喜式曰平城坂上墓　清少納言謂之鶯陵　并河永誌」と記載されている。また墳頂には三等三角点「三笠山」がある。
2020年度（令和2年度）の3次元測量調査では、前方部前面において25.0メートル×16.6メートルの出島状施設が見出されており、墳丘と出島状施設とは陸橋で結ばれる。

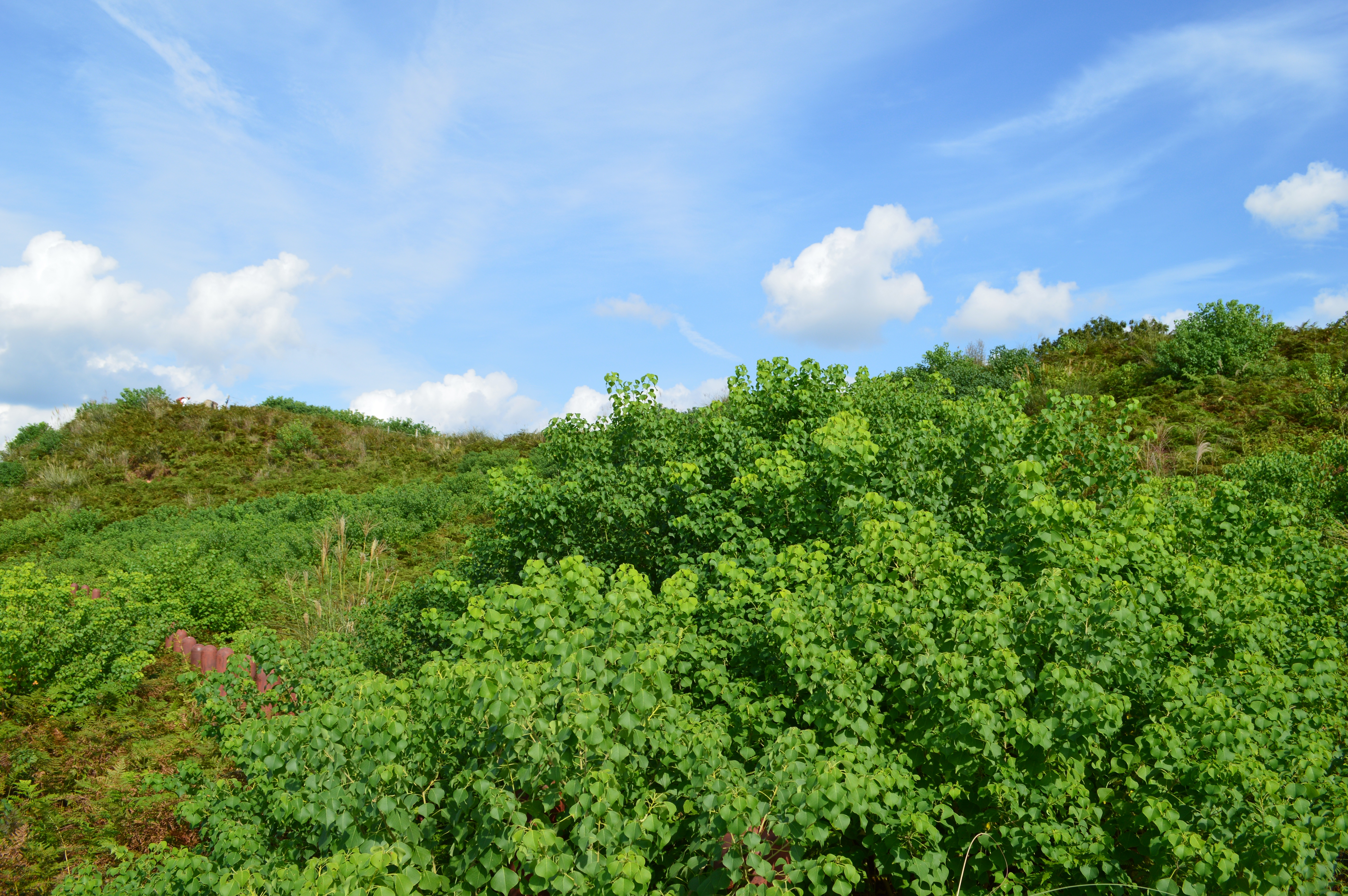
墳丘 右に前方部、左奥に後円部。
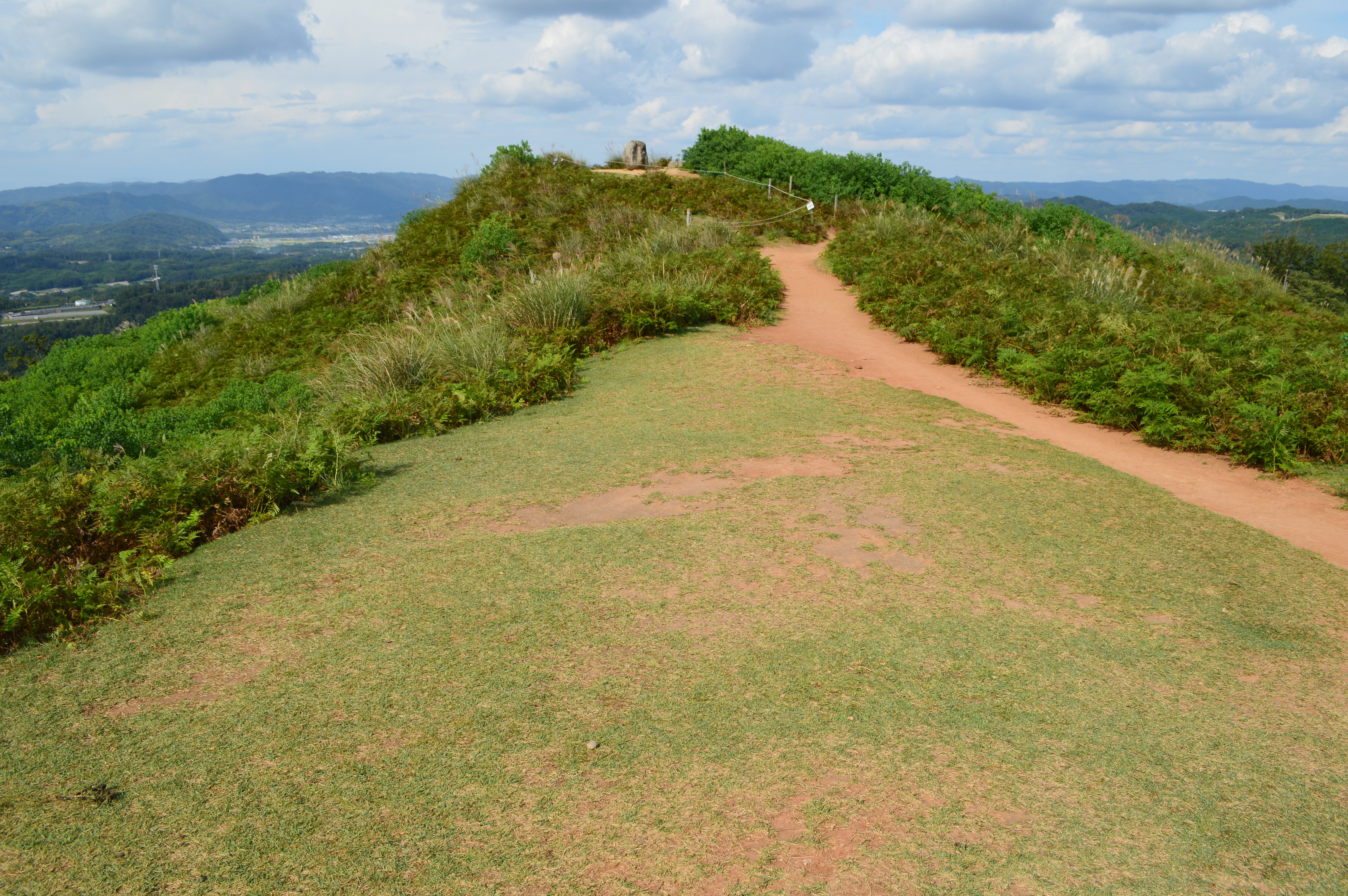
前方部から後円部を望む
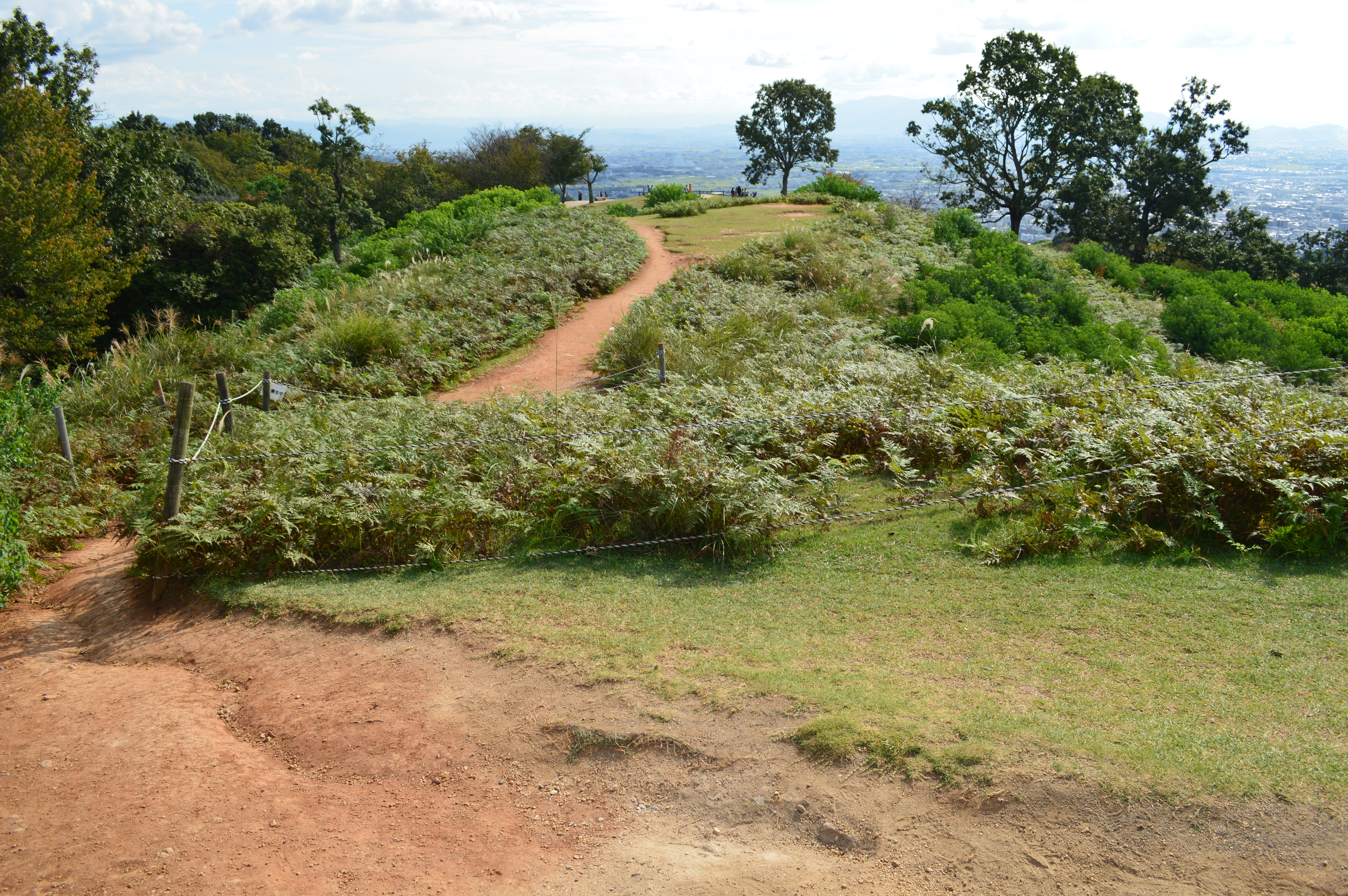
後円部から前方部を望む
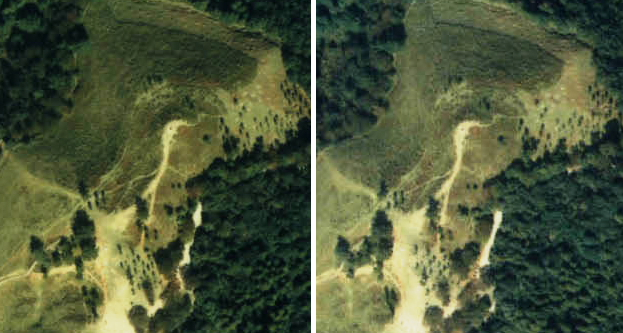
鶯塚古墳のステレオ空中写真（1985年）。国土交通省 国土地理院 地図・空中写真閲覧サービスの空中写真を基に作成。

## 文化財

### 国の史跡
- 鶯塚古墳 - 1936年（昭和11年）9月3日指定[5]。

## 関連施設
- 奈良県立橿原考古学研究所附属博物館（橿原市畝傍町） - 勢野茶臼山古墳の出土品を保管（常設展示なし）。